# Henley-on-Thames
Henley-on-Thames ist eine Stadt und „Civil Parish“ (Gemeinde) in England. Sie gehört zum Distrikt South Oxfordshire der Grafschaft Oxfordshire und liegt an der Themse, ungefähr 15 Kilometer nordöstlich von Reading und 15 Kilometer westlich von Maidenhead. Im Jahr 2021 zählte Henley 12.186 Einwohner. 
Henley ist ein Zentrum für die Sportart Rudern, jeden Sommer findet die Henley Royal Regatta statt, einer der gesellschaftlichen Höhepunkte des Jahres für die englische Oberschicht. Auch die Ruder-Wettbewerbe der Olympischen Sommerspiele 1908 und 1948 wurden auf der traditionsreichen Strecke der Henley Royal Regatta auf der Themse ausgetragen.
Das neolithische Passage tomb von Le Mont de la Ville wurde im Jahre 1788 von St. Helier auf der Kanalinseln Jersey nach Wargrave südlich von Henley-on-Thames (auf Privatgrund) transloziert.

## Städtepartnerschaften
Henley-on-Thames unterhält Städtepartnerschaften mit Falaise in Frankreich (seit 1973) und Leichlingen (Rheinland) in Deutschland (seit 1979). Außerdem pflegt die Stadt freundschaftliche Beziehungen zu Boroma in Somalia (seit 1981).

## Persönlichkeiten
- William Hamilton (1730–1803), Diplomat, Archäologe und Vulkanologe
- Anne Maria Chapman (1791–1855), Laienmissionarin der Church Mission Society (CMS)
- Arthur Harris (1892–1984), Oberbefehlshaber der Royal Air Force (RAF) im Zweiten Weltkrieg
- David Tomlinson (1917–2000), Schauspieler
- William Wolff (1927–2020), Journalist und Landesrabbiner von Mecklenburg-Vorpommern
- Stephanie Shirley (1933–2025), britische Unternehmerin und Philanthropin deutscher Herkunft
- Dusty Springfield (1939–1999), Sängerin
- George Harrison (1943–2001), Musiker
- Jeremy Palmer-Tomkinson (* 1943), Skirennläufer und Rennrodler
- Baron Marks Henley-on-Thames (* 1952), Rechtsanwalt und Peer im House of Lords
- David Evans (* 1953), Geistlicher und römisch-katholischer Weihbischof in Birmingham
- Ross Brawn (* 1954), Formel-1-Sportdirektor
- Veryan Pappin (* 1958), Hockeyspieler
- Marcus du Sautoy (* 1965), Mathematiker und Sachbuchautor
- Nicola Fairbrother (* 1970), Judoka
- James Lawrence (* 1992), englisch-walisischer Fußballspieler